# 水谷哲也
水谷 哲也（みずたに てつや、1970年7月5日- ）は岐阜県出身のファッションデザイナーである。

## 経歴
1970年岐阜県大垣市出身。(岐阜県関市在住）
1989年岐阜県立大垣西高等学校卒業後、京都学園大学（現 京都先端科学大学）経済学部経営学科に入学。
在学中の1991年より京都YMCAスタイル画教室、1992年より伊東アパレルカレッジ　ミッシーデザインコースに通う。
1993年京都学園大学経済学部卒業。
1993年田中千代服飾専門学校 芦屋校(現 渋谷ファッション＆アート専門学校）服飾研究科に入学。1994年卒業。
1994年イッセイミヤケメン・神戸そごう店・神戸阪急店に販売員として就業。
1995年阪神・淡路大震災で被災し重症を負い、出身地である岐阜県に戻り1995年（株）みさ入社。
2000年ウェディングドレス ファッションデザイナーとしての就業経験のある妻と共にCottonTimeを始め現在に至る。

## 概要
日本の伝統的な民族衣装である着物をカジュアルウェアやイブニングドレスにリメイクする事を得意とし、ブライダルウェディングドレス、カクテルドレス、歌手や演奏家など様々なジャンルのステージ衣装も手がける。「ドレスの価値は心の込められ方で決まる」を信念に、顧客の希望に合わせたデザインにオーダーメイドで製作をする。

## 活動実績
- 2010年10月9日、オマーン国王即位40周年記念事業・在オマーン日本大使館、『Japanese Elegance in Muscat The Beauty of Kimono』にMADOKA　(シンガーソングライター)と参加。[3][4][5]
- 2012年1月、中東オマーンにおいてCB Modeling Agency主催のファッションショーにゲストデザイナーとして参加。
- 2012年6月『知られざる国 オマーン～激動する中東のオアシス～』（著 駐オマーン前日本国大使　森元誠二/2012年/株式会社アーバン・コネクションズ）にて、オマーン国王即位40周年記念事業Fashion show 『Japanese Elegance in Muscat The Beauty of Kimono』　の様子が掲載される 。[6]
- 2012年7月、J-GAS（日本GCC学生協会)主催のファッションショー『The Secret of Arabian Mode』に衣装協力として参加。
- 2012年11月、公益財団法人　大垣国際交流協会「OIEA」主催の講座にて講師として参加。[7]
- 2014年7月、イタリア　フィレンツェ　ピッティ宮殿にて日伊文化交流協会　マニフィコクラブ主催のチャリティファッションショーに参加。
- 2016年10月、マレーシアの総合大学　MSU（Management & science University) において、講演とワークショップを開催。[8]
- 2016年11月、『MFW（マレーシアファッションウィーク）』において MSU（Management & science University)とのコラボレーションブランド「MODAWORLD」として参加。[9][10][11]
- 2018年7月、JMESC（中東学生会議)主催のファッションショー『東京アラビアンナイト』に衣装協力としてとして参加。
- 2021年3月、マレーシアの総合大学 MSU（Management & science University) で開催されたファッションセレモニーにゲストデザイナーとしてオンライン参加。MSU International Fashion Collection 2021

## 受賞歴
- 第33回　NDK日本デザイン協会京都支部　新人デザインコンテスト　京都新聞社賞
- 第34回　NDK日本デザイン協会京都支部　新人デザインコンテスト　KBS京都賞